# Entelopes ionoptera
Entelopes ionoptera är en skalbaggsart. Entelopes ionoptera ingår i släktet Entelopes och familjen långhorningar.

## Underarter
Arten delas in i följande underarter:
- E. i. ionoptera
- E. i. sumatrana